# Béla Weissbach
Béla Rudolph Weissbach (* 23. April 1944 in Székesfehérvár, Königreich Ungarn) ist ein ungarischer Jazz- und Unterhaltungsmusiker (Trompete).

## Wirken
Weissbach trat bereits 1958 im Alter von 14 Jahren im ungarischen Radio auf. In der ersten Hälfte der 1960er Jahre spielte er bei der zur damaligen Zeit recht populären Gruppe Nebuló együttes, der unter anderem Attila Sasvári (Altsaxophon), Lajos Dudás (Tenorsaxophon), András Tarcsai (Posaune), András Lengyel (Klavier), János Varga (Gitarre), Endre Publik (Kontrabass) und Sándor Mészáros (Schlagzeug) angehörten. Er studierte in Budapest. 1969 zog er in die Schweiz, wo er Mitglied im Tanz- und Unterhaltungsorchester Zürich wurde. Zwischen 1971 und 1975 gehörte er zum Tanzorchester des Südwestfunks unter Leitung von Rolf-Hans Müller. Auch spielte er in der Schweiz mit Maynard Ferguson. 1974 ging er auf Europatournee mit dem Orchester von Kurt Edelhagen. Zwischen 1976 und 1981 gehörte er dem Orchester Erwin Lehn an, um dann freiberuflich, unter anderem bei Günter Noris, zu arbeiten. Unter eigenem Namen legte er 2004 das Album All by Myself vor. Er ist auch auf Alben von Udo Jürgens, Jule Neigel, Howard Carpendale und Lajos Dudas zu hören.
Weissbach war zudem als Lehrbeauftragter an der Universität Köln und an der Musikschule Bonn tätig; dort leitete er bis 2014 die B4 Bigband in Bonn, mit der er regelmäßig als Leadtrompeter beim Beethovenfest und auf dem Museumsmeilenfest auftrat; 2011 nahm die Formation beim Bundesbigbandfestival teil.

## Lexikalischer Eintrag
- Jürgen Wölfer: Jazz in Deutschland. Das Lexikon. Alle Musiker und Plattenfirmen von 1920 bis heute. Hannibal, Höfen 2008, ISBN 978-3-85445-274-4.